# Vöröshasú cerkóf
A vöröshasú cerkóf (Cercopithecus erythrogaster) a cerkóffélék családjába tartozó, Nyugat-Afrikában honos majomfaj.

## Megjelenése
A vöröshasú cerkóf kis méretű majom, a hímek testsúlya átlagosan 4,1 kg, a nőstényeké 2,4 kg. Testhossza (farok nélkül) 46 cm. 
Testalkata karcsú, feje kerek, farka hosszú. Táplálékát képes pofazacskóiban tárolni. Szőrzete a hátán barnásszürke, a hasán szürkésvörös. Végtagjai feketék. Arca csupasz és fekete, tőle élesen elüt hófehér körszakálla.
Két alfaja ismert:
- Cercopithecus erythrogaster ssp. erythrogaster - Benin
- Cercopithecus erythrogaster ssp. pococki - Nigéria

## Elterjedése
Nyugat-afrikai faj: Délnyugat-Nigériában (a Niger deltájában), Dél-Beninben és Togóban honos.
Erdei állat, mind az őserdőkben, mind a másodlagos erdőkben előfordul, főleg a folyók mentén. 

## Életmódja
A vöröshasú cerkóf 5-30 főből álló csoportokban él. Szociális alapegysége az egy domináns hímből, néhány nőstényből és kölykeikből álló csapat.
Nappal - főleg kora reggel és késő délután - aktívak. Idejük nagy részét a lombkoronában töltik. Étrendjük elsősorban gyümölcsökből és magvakból, kisebb mértékben levelekből áll. Szükség esetén rovarokat, gyíkokat, madárfiókákat is eszik.
Szaporodása alig ismert. Feltehetően a többi cerkófhoz hasonlóan július-szeptember között párzanak és a nőstény kb. hat hónapos vemhesség után hozza világra egyetlen kölykét. A kismajmok anyjuk hasa szőrébe kapaszkodnak, farkukat gyakran a másiké köré fonják.

## Környezetvédelmi helyzete
A vöröshasú cerkóf C. e. erythrogaster alfaja a Természetvédelmi Világszövetség Vörös listáján veszélyeztetett státusszal szerepel. Élőhelye nem haladja meg az 5000 km²-t és folyamatosan csökkenőben van. Az utóbbi harminc évben létszáma a vadászat és az erdőirtás miatt kevesebb mint a felére csökkent. A C. e. pococki alfaj sebezhető státuszú, populációi 30-40%-os létszámcsökkenést szenvedtek el az utóbbi időben. A faj szerepel a washingtoni egyezmény II. függelékében, vagyis kereskedelme korlátozott.  